# Râul Găiceana
Râul Găiceana este un curs de apă, afluent al râului Berheci. 